# Миндрешть (Вледень, Ботошань)
Миндрешть, Миндрешті (рум. Mândrești) — село у повіті Ботошані в Румунії. Входить до складу комуни Вледень.
Село розташоване на відстані 367 км на північ від Бухареста, 13 км на захід від Ботошань, 105 км на північний захід від Ясс.

## Населення
За даними перепису населення 2002 року у селі проживали 1250 осіб. Усі жителі села рідною мовою назвали румунську.
Національний склад населення села:
| Національність | Кількість осіб | Відсоток |
| -------------- | -------------- | -------- |
| румуни         | 1244           | 99,5%    |
| цигани         | 6              | 0,5%     |